# Xagqu (köpinghuvudort i Kina, Tibet Autonomous Region, lat 31,81, long 92,83)
Xagqu (kinesiska: 夏曲, Bang’ousang, 邦欧桑, 夏曲镇) är en köpinghuvudort i Kina. Den ligger i den autonoma regionen Tibet, i den sydvästra delen av landet, omkring 290 kilometer nordost om regionhuvudstaden Lhasa. Antalet invånare är 11 478. Befolkningen består av 5 305 kvinnor och 6 173 män. Barn under 15 år utgör 30 %, vuxna 15-64 år 65 %, och äldre över 65 år 4,0 %.
Runt Xagqu är det mycket glesbefolkat, med 5 invånare per kvadratkilometer. Det finns inga andra samhällen i närheten. Trakten runt Xagqu består i huvudsak av gräsmarker.